# 強尼·匹考克
強納森·匹考克，MBE（1993年5月28日—），英國男子截肢短跑運動員。匹考克代表英國兩度奪得帕奧會男子T44級100公尺金牌（2012年及2016年），

## 生平
匹考克生於劍橋，並在薛弗雷成長。5歲時因為罹患腦膜炎，右腿膝蓋以下截肢，其母會在他殘肢痠痛無法裝上義肢時背他到校，他也稱呼自己的殘肢為「香腸腿」。匹考克接觸短跑完全是意料之外，原先向為其安裝義肢的醫院徵詢時打算加入足球隊；在5個月的強化課程後，匹考克由於喜愛「純粹的速度」而選擇了田徑。
匹考克在2012年5月於曼徹斯特舉辦的帕拉林匹克世界盃首次站上國際賽舞台；6月，匹考克在美國帕奧會田徑選拔賽創下截肢者100公尺短跑的世界紀錄，完賽時間10.85秒，以0.06秒的差距超越美國帕拉田徑選手馬龍·薛利先前保持的紀錄。此成績在2013年世界帕拉田徑錦標賽被美國帕拉田徑選手理查德·布朗打破，成績10.83秒。
2012年倫敦帕奧會，匹考克以10.90秒奪得100公尺（T44級）決賽金牌，並刷新帕奧會紀錄。其教練丹·普法夫也成為首位執教過奧運及帕奧會100公尺項目金牌得主的教練。普法夫此前指導過在1996年亞特蘭大奧運奪得100公尺金牌的加拿大田徑選手多诺万·贝利。
2016年里約帕奧會，匹考克成功衛冕100公尺（T44級）金牌，完賽時間為10.81秒。